# Typhlomys daloushanensis
Typhlomys daloushanensis és una espècie de mamífer rosegador de la família dels platacantòmids. Viu al centre i l'oest de la Xina. Té una llargada de cap a gropa de 86,05 ± 6,55 mm, que en fa l'espècie vivent de Typhlomys més grossa. El seu pelatge dorsal és de color carbó, mentre que el ventral és de color pissarra amb alguns pèls de color crema.